# Híades
|  | Aquest article tracta sobre els éssers mitològics. Si cerqueu l'objecte astronòmic, vegeu «Híades (cúmul estel·lar)». |

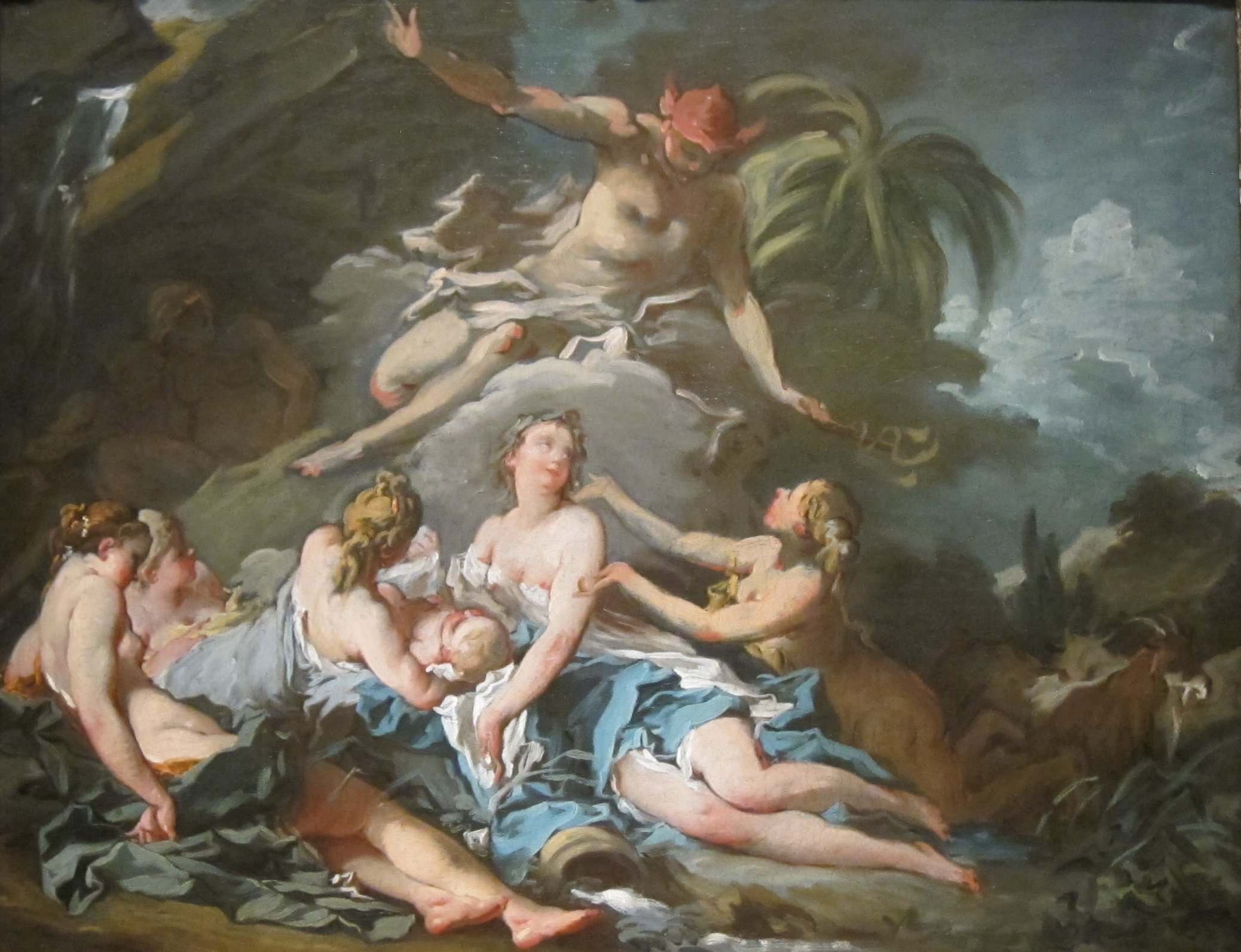
Dionís de nen amb les nimfes de Nissa. Boucher, 1734

D'acord amb la mitologia grega, les Híades (en grec antic Ὑάδες, "que plogui"), foren nimfes, filles d'Atlas i d'Etra (però algunes versions les fan filles de Plèione, com les seues germanes les Plèiades). De vegades se'ls atribuïa com a pare el rei de Creta Melisseu, però també podien ser filles de Hiant, d'Erecteu o fins i tot de Cadme.
Eren set, segons la versió més difosa del mite, i es deien Ambrosia, Coronis, Dione, Eudora, Filètoe, Pedília i Polixo, però també se n'esmenten d'altres, com Adaste, Altea, Cleïa i Fèsile.
Habitants dels boscos i dels estanys, figuren entre les dides de Dionís, amb el nom de "nimfes de Nisa", però per temor a Hera van confiar l'infant a Ino i van fugir al costat de la seva àvia, Tetis.
Van plorar tant per la mort del seu germà Hiant que els déus, apiadats, les van transformar en un grup d'estels de la constel·lació del Taure, el cúmul estel·lar de les Híades. La seua aparició a començaments de maig anunciava la pluja, que els antics interpretaven com les seues llàgrimes.